# Bénivay-Ollon
Bénivay-Ollon ist ein Ort und eine französische Gemeinde mit 76 Einwohnern (Stand 1. Januar 2022) im Département Drôme in der Region Auvergne-Rhône-Alpes (vor 2016 Rhône-Alpes). Sie gehört zum Arrondissement Nyons und zum Kanton Nyons et Baronnies. Die Einwohner werden Bénivalois genannt.

## Lage
Bénivay-Ollon liegt etwa 55 Kilometer nordöstlich von Avignon. Das Gemeindegebiet wird vom Flüsschen Eyguemarse durchquert. Umgeben wird Bénivay-Ollon von den Nachbargemeinden Châteauneuf-de-Bordette im Nordwesten und Norden, Montaulieu im Nordosten, Rochebrune im Nordosten und Osten, Beauvoisin im Osten, Propiac im Süden, Mérindol-les-Oliviers im Südwesten sowie Puyméras im Südwesten und Westen.

## Bevölkerungsentwicklung
| Jahr                       | 1962 | 1968 | 1975 | 1982 | 1990 | 1999 | 2006 | 2019 |
| -------------------------- | ---- | ---- | ---- | ---- | ---- | ---- | ---- | ---- |
| Einwohner                  | 53   | 44   | 55   | 77   | 74   | 57   | 62   | 72   |
| Quellen: Cassini und INSEE |      |      |      |      |      |      |      |      |

## Sehenswürdigkeiten

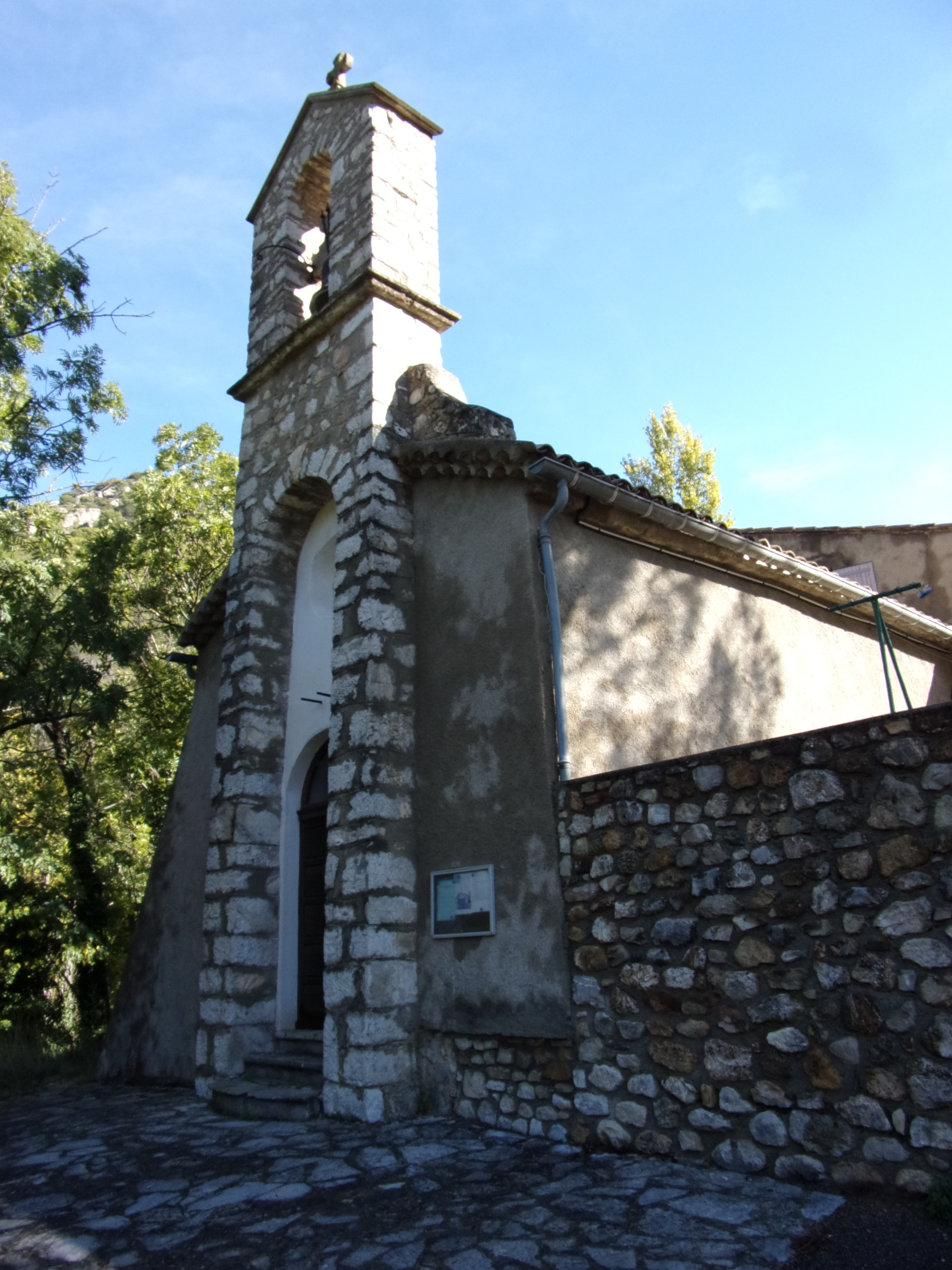
Kirche Saint-Antoine
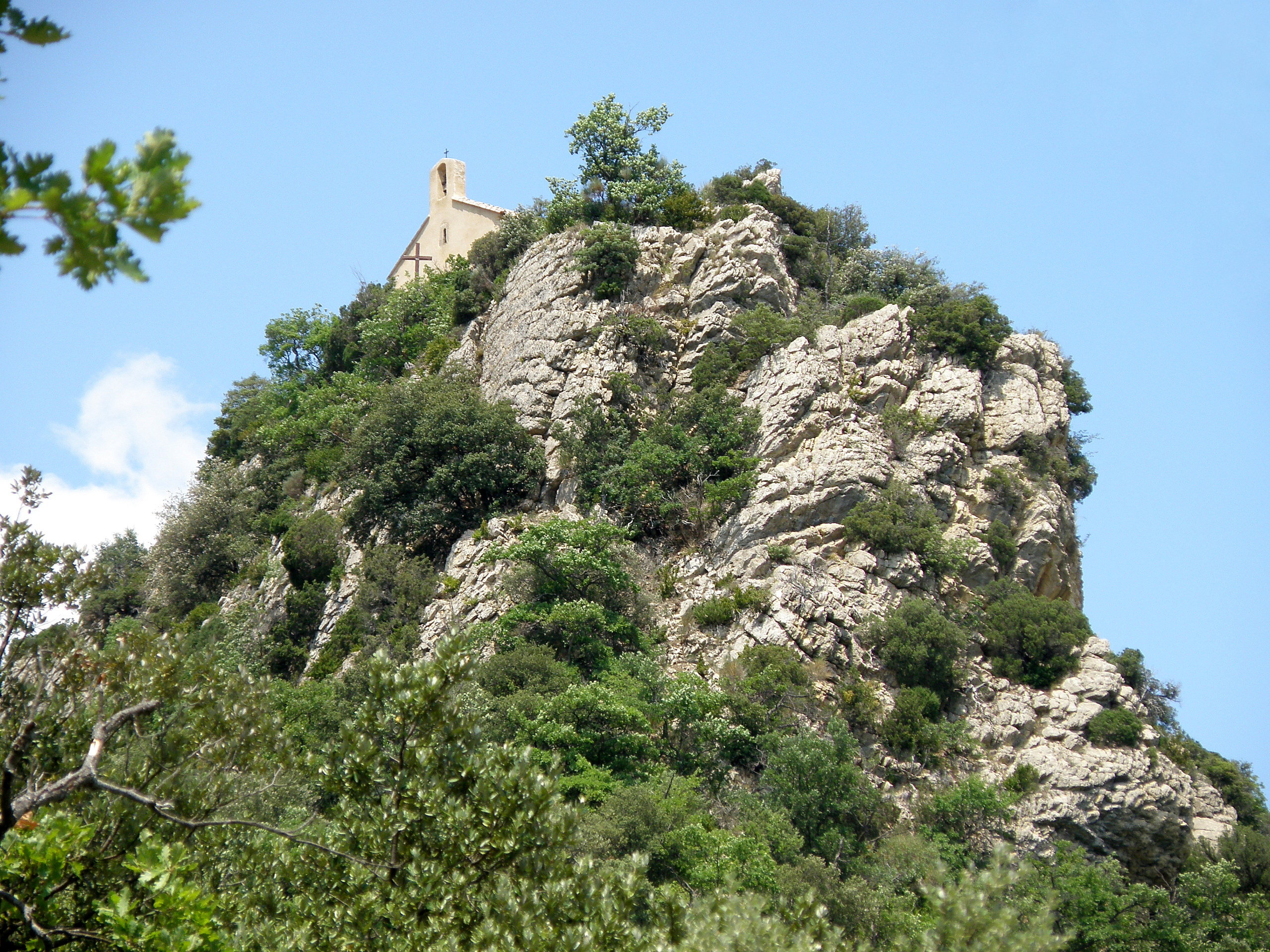
Kapelle Saint-Jean-d’Ollon
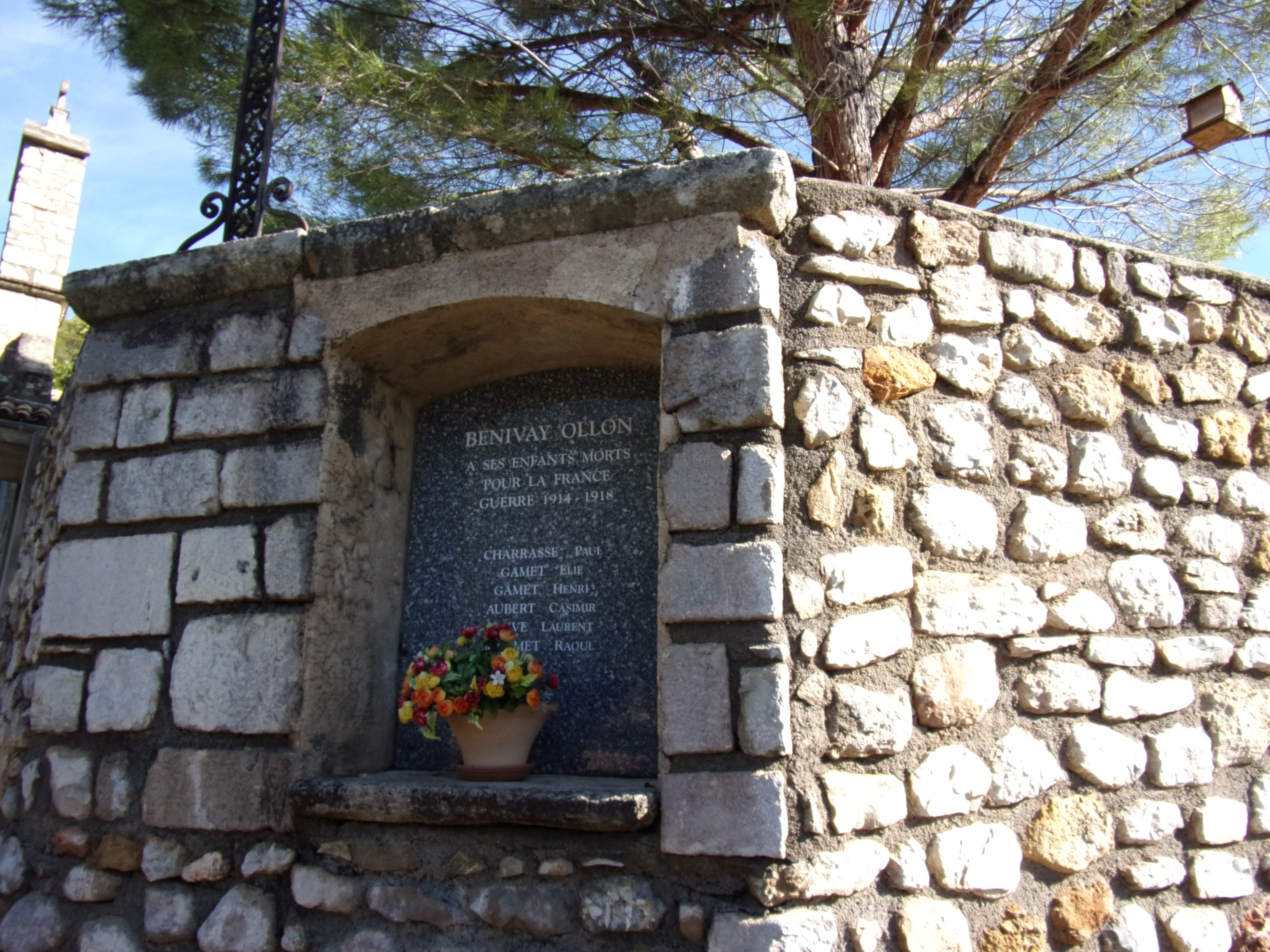
Reste der Burg von Ollon

- Kirche Saint-Antoine
- Kapelle Saint-Jean
- Gefallenendenkmal